# Il riscatto
Il riscatto è un film muto italiano del 1924 diretto da Guglielmo Zorzi.